# 奥田朱理
奥田 朱理（おくだ しゅり、1989年11月23日 - ）は、日本の元女子プロレスラー。身長158cm、体重60kg、血液型B型。香川県仲多度郡多度津町出身。既婚

## 所属
- センダイガールズプロレスリング（2005年 - 2009年）
- TEAM MAKEHEN（2009年）
- フリーランス（2009年 - 2016年）

## 経歴
両親が離婚のため高校進学をあきらめたがプロレスラーになることをあきらめきれずに仙女のオーディションに応募し合格（全員合格）。
2006年7月9日、宮城・仙台サンプラザホールにおいて、対尾崎魔弓戦でデビュー。デビュー戦のレフェリーは幼少の頃の約束により和田京平（全日本プロレス）が務めた。
2007年9月8日、リングネームを本名からティラノサウルス奥田に改名。命名者は当時の社長、新崎人生。11月18日、JWP女子プロレスの中島安里紗を下してJWP認定ジュニア王座&POP王座を奪取。同王座は翌年の6月8日に中島に奪回されるまで3度防衛。
2008年、第一回じゃじゃ馬トーナメントに出場したが6月27日の準決勝で松本浩代の技を受けた際に脳震盪を起こす。その後、左肩の痛みを訴え、手術のため、長期欠場に入る。
2009年1月25日、リング上で退団並びにフリー転向を発表。2月20日にTEAM MAKEHEN入団を発表して復帰時期も当初の夏頃から春に早まることも明かした。4月25日、MAKEHENの新木場大会で復帰。リングネームを「羽沙羅（バサラ、「変わり者」や「派手な格好をする伊達者」を意味する「婆娑羅」に由来し、本来の漢字である「婆」から、「羽ばたき」の意を込めて「羽」に変えた）」へ改めた。8月にフリーとなる。
2010年2月12日、4月29日に開催されるベイダータイムでの復帰を宣言した。6月26日、スーパーFMWに初参戦。8月20日の大会ではメインイベントの「ハードコア・ストリートファイト有刺鉄線ボード画鋲デスマッチ」に出場し、元祖FMWに所属していたシャーク土屋とも激しくぶつかり合った。8月7日のJWPにおけるLeonとのシングルマッチを機に「獅子の穴」にも加わり、以降もJWPに参戦を続けた。10月31日の「ゆずポン祭」のヘイリー・ヘイトレッド戦で左膝負傷し、長期欠場。
2011年12月18日、「HappyHour!!」ベルサール六本木大会で復帰予定だったが、大会自体が中止になったため復帰は延期となった。
2012年3月25日、師匠である橋本友彦属するアパッチプロレス軍の大阪・世界館大会でTAKAみちのくとのシングル戦で復帰が決まった。4月22日、REINA女子プロレス初参戦。キャリアで下回る沙耶とシングルで対戦も時間切れ引き分け。4月29日、2度目のREINAで堀田祐美子とシングルを行うが、掌底に屈する。試合後、堀田から「羽沙羅になってから評判悪い」と厳しい言葉を浴びせられ、リングネームを本名に戻すことになった。5月13日のREINA後楽園大会が改名後最初の試合として、沙耶と組んで志田光&藤本つかさ組と対戦も沙耶がフォールされる。この大会を最後に堀田らが退団しREINA解散。5月22日、ディアナ北沢タウンホール大会に「堀田軍団」の一員として沙耶とともに乱入。5月31日のアパッチにも参戦するが、その後の練習で右膝を負傷してしまい、6月25日のアパッチ欠場。その後肺炎なども患い長期療養へ。仙女1期生とは2014年現在もLINEを通じて交流が続いている。
2015年4月21日、5月24日道頓堀プロレス&アパッチプロレス軍合同興行での復帰が発表された。復帰後は大阪のインディー団体を主戦場としていた。
2016年7月31日、アパッチプロレス軍大阪大会にて引退セレモニーを行い、8月7日大阪市港区のみなとプロレスでラストマッチ。

## 挿話
2012年の復帰戦にTAKAみちのくとシングルマッチを選んだ理由として、小学生の時、プロレス好きの母親と地元の全日本プロレス興行を見に行った際に、売店にいたTAKAみちのくへ、『将来、レスラーになりたいみたいで、その時はK-DOJOによろしく御願いします。』と伝えた。その後仙女に入団し、レスラーとしてTAKAと再会しいつか試合しようと約束している。

## 得意技
- ジャンピング・ニーアタック
- ジャーマン・スープレックス・ホールド

## タイトル歴
- 第14代&第4代JWP認定ジュニア&POP王座
- 第3代TLW世界女子ヤングタッグ王座（パートナーはバンビ）

## 入場テーマ曲
- 「Holding Out For A Hero」（ボニー・タイラー）

## DVD
- SENDAI GIRLS'PRO-WRESTLING 旗揚げ戦「尾崎魔弓対奥田朱理」（ジェネオン エンタテインメント）